# Terence Blanchard

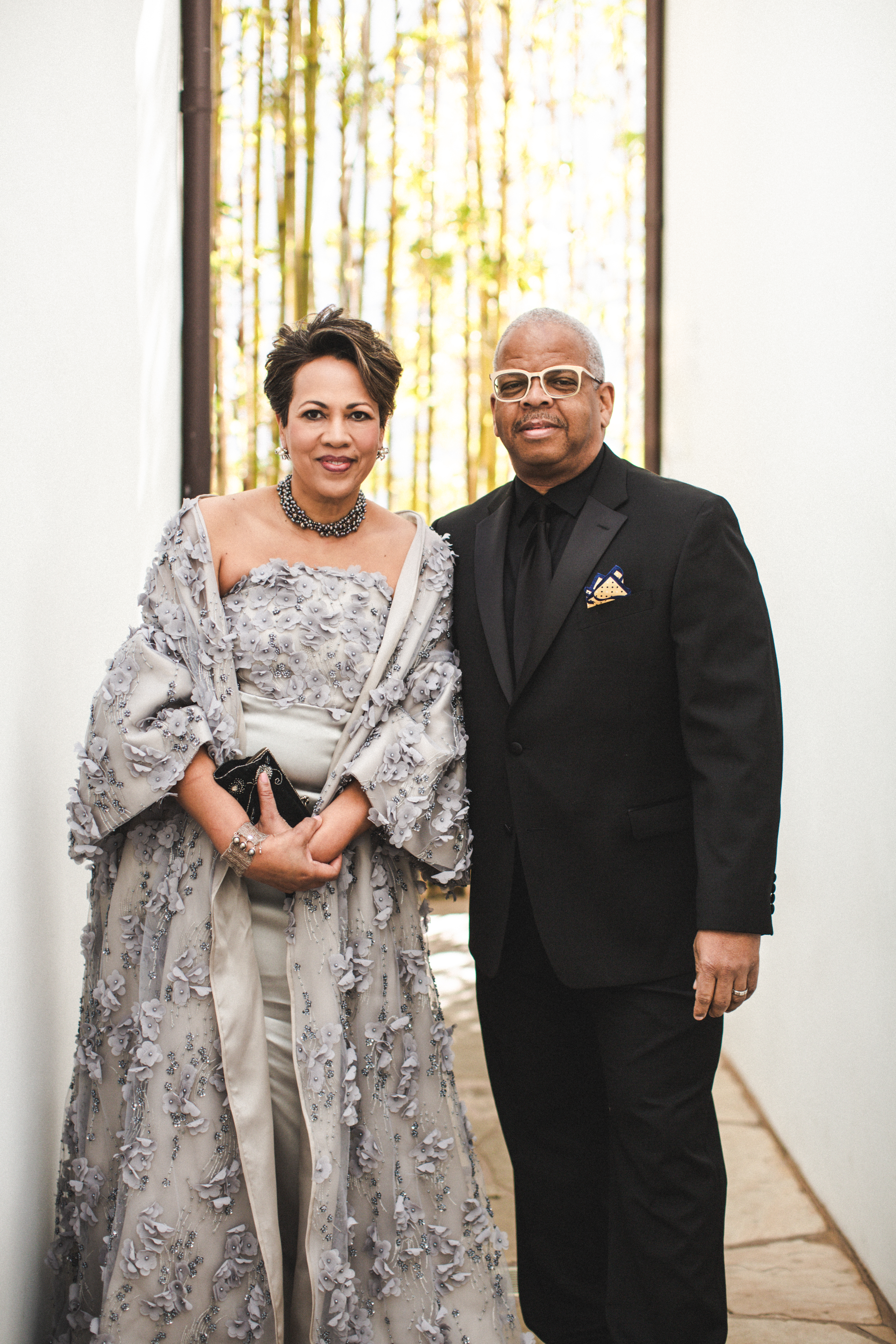
Terence Blanchard mit seiner Ehefrau Robin Burgess bei der Oscarverleihung 2019

Terence Oliver Blanchard (* 13. März 1962 in New Orleans) ist ein US-amerikanischer Jazztrompeter und Komponist.

## Leben und Wirken
Blanchard stammt aus einer musikalischen Familie (so war sein Vater Mitglied der Harlem Harmony Kings). Er erhielt eine umfassende klassische Ausbildung: Mit vier Jahren begann er mit Klavierunterricht, später schloss sich Trompetenunterricht und mit 15 Jahren Kompositionsunterricht im „New Orleans Center of Creative Arts“ an, wo er zwischen 1978 und 1980 auch von Ellis Marsalis unterrichtet wurde. Von 1980 bis 1982 spielte er in der Band von Lionel Hampton. Seit seiner Arbeit mit Art Blakeys Jazz Messengers von 1982 bis 1986 (als Nachfolger von Wynton Marsalis und deren musikalischer Leiter) gilt er als einer der führenden Trompeter. Ende der 1980er Jahre hatte er ein eigenes Quartett mit dem Blakey-Sideman und Alt-Saxofonisten Donald Harrison (Alben Black Pearl, Crystal Stair). Sie nahmen u. a. 1986 Eric Dolphy/Booker Little Remembered, Vol. 1, 2 auf mit derselben Rhythmusgruppe wie diese (Mal Waldron, Richard Davis, Ed Blackwell). 1993 erschien sein Album The Billie Holiday Songbook, 1999 Wandering Moon mit Branford Marsalis, Dave Holland. Für das letztere Album wurde er von Down-Beat-Lesern zum Künstler und Trompeter des Jahres gewählt. Mit dem Brasilianer Ivan Lins nahm er 1996 The Heart Speaks auf (Grammy-Nominierung für „Best Latin Jazz Performance“).
Blanchard schrieb die Filmmusik zu mehreren Filmen von Spike Lee, zu Mo’ Better Blues (1990), Jungle Fever (1991), Malcolm X (1992), Summer of Sam (1999) und Inside Man (2006) sowie Chi-Raq (2015). 2018 folgte die Musik zu BlacKkKlansman, 2020 war er für die Musik zu Da 5 Bloods verantwortlich. Bereits seit 1987 spielte er in Bill Lees Soundtrack für Spike-Lee-Filme wie Do the Right Thing (1989) oder Mo' Better Blues (1990) (das ihm eine Grammy-Nominierung einbrachte) und in dessen Dokumentar-Film When the Levees broke (2006) über die Katastrophe seiner Heimatstadt New Orleans im Hurrikan Katrina, in dem er auch auftritt. Weiter komponierte er auch die Musik für die Filme Original Sin (Regie Michael Cristofer, 2000), Glitter – Glanz eines Stars (mit Mariah Carey, 2001), Im inneren Kreis (Regie Daniel Algrant, 2001) und für Gia – Preis der Schönheit (1998). Er war auch am Soundtrack zum Animationsfilm Küss den Frosch (2009) beteiligt. 2019 folgte der Film Harriet.
Im Jahr 2010 erhielt er den Grammy in der Kategorie Best Jazz Instrumental Solo Performance für seinen Titel „Dancin' 4 Chicken“. Er ist zurzeit künstlerischer Leiter des Thelonious Monk Institute of Jazz an der University of Southern California. Vom Berklee College of Music wurde Blanchard 2015 zum »Visiting Scholar« ernannt. Ab Herbst 2015 wird er sowohl im dortigen Jazz Composition Department als auch in den Fachbereichen Film Scoring und Brass sowie für das Berklee Global Jazz Institute Projekte leiten. 2021 legte er das Wayne-Shorter-Tributalbum Absence (Blue Note) vor, das ebenfalls eine Grammy-Nominierung erhielt.
Für Blut und Boden (Blood and Soil) erhielt Blanchard 2019 einen zweiten Grammy als beste Instrumentalkomposition. 2021 wurde er in die American Academy of Arts and Sciences und 2024 in die American Academy of Arts and Letters gewählt.
Im Juni 2013 wurde Blanchards erste Oper Champion beim Opernfestival St. Louis (Missouri) uraufgeführt. Das Libretto von Michael Cristofer basiert auf der Lebensgeschichte des Boxers Emile Griffith. Eine Aufführung der New Yorker Metropolitan Opera wurde im April 2023 weltweit in Kinos übertragen. Im Jahr darauf wurde das Werk erfolgreich auch an der Lyric Opera of Chicago nachgespielt.
Mit Blanchards zweiter Oper Fire Shut Up in My Bones wurde im September 2021 erstmals in der Geschichte der New York Met dort das Werk eines afroamerikanischen Künstlers aufgeführt.
Für das Lied When We’re Human erhielt er 2024 in den USA eine Goldene Schallplatte.

## Filmografie
- 1990: Mo’ Better Blues
- 1991: Jungle Fever'
- 1992: Malcolm X
- 1997: Eve’s Bayou
- 1999: Summer of Sam
- 2002: 25 Stunden
- 2006: Inside Man
- 2015: Chi-Raq
- 2018: BlacKkKlansman
- 2020: Da 5 Bloods
- 2022: The Woman King

## Auszeichnungen
Emmy
- 2022: Nominierung in der Kategorie Original Dramatic Score (They Call Me Magic, „Earvin“)[7]

Oscar
- 2019: Nominierung für die Beste Filmmusik (BlacKkKlansman)
- 2021: Nominierung für die Beste Filmmusik (Da 5 Bloods)